# Dilophus segregatus
Dilophus segregatus är en tvåvingeart som först beskrevs av Hardy 1961.  Dilophus segregatus ingår i släktet Dilophus och familjen hårmyggor. Inga underarter finns listade i Catalogue of Life.